# Muxoxo
Muxoxo é um brasileirismo reproduzido como um som de clique feito com a língua que indica descontentamento ou desprezo. É presente na língua portuguesa, e tem origem em Luanda, na língua quimbundo.
É representado pela onomatopeia "tsc", e corresponde ao clique dental /ǀ/ no alfabeto fonético internacional.
Referências à palavra muxoxo podem ser encontradas desde 1837, com as grafias alternativas muxôxo e muxôxu.